# Hermann Langbein
Hermann Langbein (18 de mayo de 1912 en Viena, Austria-Hungría-Viena 24 de octubre de 1995) fue un historiador y excombatiente austriaco comunista contra el nazismo. Ex prisionero de un campo de concentración, fue uno de los cofundadores en 1954 del Comité Internacional de Auschwitz.

## Vida
Después de graduarse en el Volkstheater alemán en Viena, Langbein trabajó como actor. Se unió al Partido Comunista de Austria (KPÖ) en 1933, huyó del "Anschluss" desde el llamado "Großdeutsches Reich" y luchó en la guerra civil española con las Brigadas Internacionales contra el establecimiento de una dictadura bajo Francisco Franco. Después de la derrota de los republicanos y su huida a Francia a principios de 1939, fue internado en un campo de internamiento francés.
Tras la ocupación de Francia en 1941, Langbein fue entregado a Alemania y enviado de inmediato al campo de concentración de Dachau, donde pasó la mayor parte del tiempo trabajando como escriba en la enfermería del campo. El 19 de agosto de 1942 fue trasladado al campo principal de Auschwitz I y le asignaron el número de prisionero 60.355. Se convirtió en un prisionero funcional y trabajó como escriba para el médico SS Eduard Wirths, a quien posteriormente apoyó. Langbein fue parte del liderazgo del movimiento internacional de resistencia en los campos, incluida la Brigada de Combate Auschwitz. En agosto de 1944, fue transferido al campo de Neuengamme y de allí al campo exterior de Neuengamme en Porta Westfalica, en Lerbeck cerca de Minden. Durante el transporte de evacuación hacia Fallersleben al este de Hannover, saltó del tren a mediados de abril de 1945 y escapó en bicicleta a partir del 5 de mayo hacia Austria, donde llegó a su ciudad natal de Viena en mayo de 1945. Durante este viaje de más de 800 km, "se sentó por primera vez en una bicicleta", temía a las columnas de vehículos que lo adelantaban y presenció el final de la guerra después de Halle (Saale) el 8 de mayo.

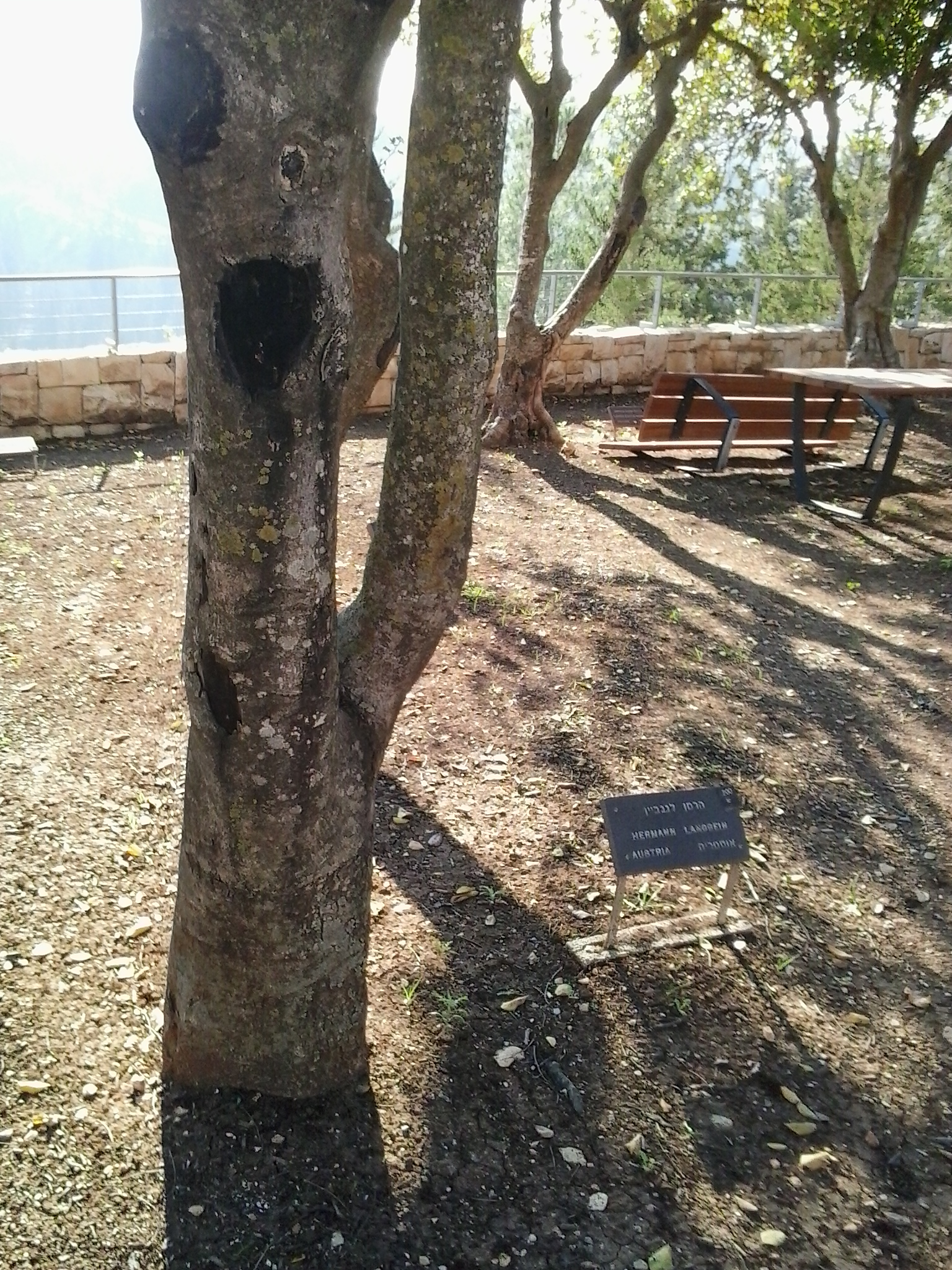
Árbol Hermann Langbein en Yad Vashem

Inicialmente trabajó a tiempo completo para el KPÖ y fue miembro del Comité Central del partido. Langbein participó en la creación de escuelas del partido y publicó sus experiencias en los campos, escritas en 1947 bajo el título Die Stärkeren. Ein Bericht aus Auschwitz und anderen Konzentrationslagern (Los más fuertes. Un informe desde Auschwitz y otros campos de concentración) en la editorial del partido en 1949. A principios de la década de 1950, fracasó su reelección al Comité Central. Después de conflictos con el partido, Langbein fue trasladado a Budapest, donde trabajó en la radio húngara, editando programas de radio en alemán. Regresó a Austria en 1954 junto con su esposa e hija.
Langbein fue uno de los cofundadores en 1954 del Comité Internacional de Auschwitz (IAK) y se convirtió en su primer secretario general. Desde 1955 hasta principios de la década de 1960, fue secretario de la comunidad de ex prisioneros de Auschwitz en Austria. En estos roles, llevó los crímenes de los campos de concentración a la atención pública y abogó por compensaciones para los sobrevivientes. Fue expulsado del Partido Comunista de Austria en 1958 debido a su crítica y cuestionamiento del estalinismo durante el levantamiento húngaro de 1956. Como consecuencia, Langbein fue destituido de su cargo como secretario general del IAK en 1960 y excluido de su dirección al año siguiente. A partir de 1963, fue secretario del "Comité International des Camps".
El 18 de octubre de 1961, la emisora Westdeutscher Rundfunk transmitió el extenso programa de tres horas Auschwitz. Topographie eines Vernichtungslagers, concebido por Langbein y H. G. Adler.
A mediados de la década de 1960, junto con Fritz Bauer, desempeñó un papel crucial en la realización de los Procesos de Auschwitz de Fráncfort y también testificó en ellos. Posteriormente, trabajó como escritor y publicista. En 1967, Langbein fue honrado por Yad Vashem como Justo entre las Naciones.
Desde 1989 hasta 1995, organizó junto con Johannes Schwantner el seminario "Ideología y realidad del nacionalsocialismo" para la formación de profesores. Desde 1996, este seminario se conoce como "Simposio Hermann Langbein", que se celebra anualmente en Linz en su memoria. Langbein también fue miembro del consejo del Museo estatal Auschwitz-Birkenau y participó en la reorganización de la exposición. Fue enterrado en el Cementerio Evangélico de Matzleinsdorf (Grupo 27, Número 13) en Viena.
Su hijo es el autor y escritor Kurt Langbein y su nieto es el actor Daniel Langbein.

## Premios
- 1967: Gerechter unter den Völkern
- 1988: Premio de la Ciudad de Viena para el Periodismo
- 1994: Medalla Johanna Kirchner[7]

## Investigación
El Instituto Fritz Bauer lleva a cabo desde 2011 el proyecto de investigación Hermann Langbein y los debates políticos sobre el pasado de la posguerra.